# Liste d'élections en 1951
Chronologie des élections
- 1947
- 1948
- 1949
- 1950
- 1951
- 1952
- 1953
- 1954
- 1955

Cette liste recense les élections organisées durant l'année 1951. Elle inclut les élections législatives et présidentielles nationales dans les États souverains, ainsi que les principaux référendums.
Le contexte de la Guerre froide est ressenti avec le référendum du mois de septembre en Australie, par lequel le gouvernement conservateur de Robert Menzies tente de faire interdire le Parti communiste. Les citoyens australiens rejettent cette proposition. Quelques jours plus tôt, les communistes, avec l'appui des socialistes, venaient de remporter leurs troisièmes élections démocratiques consécutives à Saint-Marin, faisant de ce petit État un cas unique en Europe de l'ouest. En France, au mois de juin, les communistes obtiennent plus de voix que tout autre parti, mais sont nettement distancés par une coalition hétéroclite et fragile de partis de gauche, de droite et du centre.
Dans l'empire colonial français, les élections au Laos (août) et au Cambodge (septembre) amorcent la pleine indépendance de ces deux pays en 1953. Dans l'empire colonial britannique, les élections en Côte-de-l'Or (Ghana) au mois de février constituent le premier scrutin législatif au suffrage universel dans toute l'Afrique subsaharienne. Remportées largement par les partisans de Kwame Nkrumah, l'une des figures de proue du nationalisme africain, elles mèneront à l'indépendance du Ghana en 1957.
En Amérique latine, la démocratie demeure fragile. Les élections sont marquées par des violences et des intimidations en Colombie (septembre) et en Argentine (novembre), tandis qu'en Bolivie l'armée n'accepte pas le verdict des urnes au mois de mai, et orchestre un coup d'État. En Europe, la dictature fasciste au Portugal se maintient au pouvoir au travers d'un simulacre d'élection présidentielle en juillet.

## Par mois

### Janvier
Il n'y a pas d'élection nationale en janvier 1951.

### Février
| Date      | Pays                     | Élections    | Contexte | Résultats |
| --------- | ------------------------ | ------------ | --- | --- |
| 8 février | Côte-de-l'Or britannique | Législatives | Le Côte-de-l'Or (actuel Ghana) est à cette date une colonie britannique. Ces élections sont les premières élections démocratiques au suffrage universel en Afrique subsaharienne. Elles confèrent à la colonie son autonomie. | Le Parti de la convention populaire (socialiste, pan-africaniste) remporte presque tous les sièges. Kwame Nkrumah, chef du parti et figure de proue du nationalisme ghanéen, est libéré de prison et devient le premier premier ministre de l'histoire du pays. Le Ghana obtient son indépendance en 1957. |

### Mars
Il n'y a pas d'élection nationale en mars 1951.

### Avril
| Date           | Pays      | Élections    | Contexte | Résultats |
| -------------- | --------- | ------------ | -------- | --- |
| 15 et 22 avril | Liban     | Législatives |          | La très grande majorité des élus sont sans étiquette. Abdallah al-Yafi (sans étiquette) devient premier ministre.                 |
| 28 avril       | Australie | Législatives |          | La Coalition (alliance de partis conservateurs) conserve la majorité absolue des sièges. Robert Menzies demeure premier ministre. |

### Mai
| Date        | Pays     | Élections      | Contexte | Résultats |
| ----------- | -------- | -------------- | --- | --- |
| 1er mai     | Liberia  | Présidentielle | Première élection libérienne au suffrage universel. Précédemment, seuls les descendants des colons afro-américains avaient le droit de vote, tandis que la population autochtone en était privée. | Seul candidat, le président William Tubman (parti True Whig, droite) est automatiquement réélu. |
| 6 mai       | Bolivie  | Présidentielle | | Alternance. Víctor Paz Estenssoro (Mouvement nationaliste révolutionnaire : centriste, populiste) arrive en tête avec 42,9 % des voix, devant cinq autres candidats. Puisqu'il n'a pas obtenu la majorité absolue des suffrages, son élection doit être confirmée par le Congrès. Avant que cela ne puisse se produire, un coupe d'État militaire a lieu. Hugo Ballivián prend le pouvoir à la tête d'une junte, et annule par décret les résultats de l'élection. |
| 5 au 7 mai  | Malte    | Législatives   | Malte à cette date est un État autonome au sein de l'Empire britannique. | Le Parti nationaliste (conservateur, chrétien-démocrate) et le Parti des travailleurs (social-démocrate), les deux partis de la coalition au pouvoir, conservent ensemble une majorité absolue des sièges. Malgré leurs mésententes qui avaient entraîné ces élections anticipées, ils reconduisent leur coalition. Giorgio Borg Olivier (Parti nationaliste) demeure premier ministre.                                                                            |
| 6 et 27 mai | Autriche | Présidentielle | Première élection présidentielle au suffrage direct. | Theodor Körner (Parti socialiste) est élu avec 52,1 % des voix au second tour, face à Heinrich Gleißner (Parti populaire : conservateur). |
| 30 mai      | Irlande  | Législatives   | | Parlement sans majorité. Alternance. Le parti Fianna Fáil (centre-droit) conserve la majorité relative des sièges, et parvient cette fois à former un gouvernement avec l'appui de députés sans étiquette. Éamon de Valera, qui avait perdu le pouvoir en 1948, redevient premier ministre. |

### Juin
| Date                   | Pays     | Élections    | Contexte | Résultats |
| ---------------------- | -------- | ------------ | --- | --- |
| 10 juin                | Mongolie | Législatives | La Mongolie à cette date est une dictature à parti unique. Aucune candidature d'opposition n'est possible. Le régime est d'inspiration stalinienne.                                                                    | Le Parti révolutionnaire du peuple (marxiste-léniniste) obtient une majorité absolue des sièges, les autres revenant à des élus sans étiquette approuvés par le parti. Horloogiyn Choybalsan demeure premier ministre. |
| 17 juin                | France   | Législatives | | L'alliance « Troisième Force », qui regroupe la plupart des partis de gauche, de droite et du centre en excluant le Parti communiste et le Rassemblement du peuple français (gaulliste), remporte une large majorité des sièges. Henri Queuille (Parti radical : centre-gauche) demeure un temps président du conseil (c'est-à-dire premier ministre). La coalition hétéroclite se divise néanmoins sur de nombreuses questions ; au mois d'août, la SFIO (socialiste) quitte le gouvernement et René Pleven (UDSR : social-libéral) prend la présidence du conseil. |
| juin 1951 à avril 1952 | Birmanie | Législatives | Premières élections après l'indépendance du pays en 1948. (Les précédentes élections avaient eu lieu en 1947.) En raison d'insurrections ethniques et communistes, le scrutin se déroule sur une période de neuf mois. | Voir : Liste d'élections en 1952. |

### Juillet
| Date             | Pays     | Élections      | Contexte | Résultats |
| ---------------- | -------- | -------------- | --- | --- |
| 1er et 2 juillet | Finlande | Législatives   | | Parlement sans majorité. Le Parti social-démocrate obtient une courte avance sur la Ligue agraire (centriste). Ces deux partis disposent chacun d'environ un quart des sièges. Urho Kekkonen (Ligue agraire) demeure néanmoins premier ministre. |
| 22 juillet       | Portugal | Présidentielle | Cette élection fait suite au décès du président Oscar Carmona, qui avait été réélu en 1949. Le Portugal à cette date est une dictature d'extrême-droite à parti unique. Une opposition politique de façade est tolérée, mais très encadrée. La candidature du mathématicien et intellectuel communiste Ruy Luís Gomes est interdite par les autorités, et le seul autre candidat d'opposition, Manuel Quintão Meireles, se retire avant le scrutin pour protester contre un système électoral truqué. | Francisco Craveiro Lopes (Union nationale : extrême-droite, fascisme clérical), candidat du parti unique au pouvoir, est élu par défaut. |
| 30 juillet       | Israël   | Législatives   | | Parlement sans majorité. Le Parti des travailleurs (Mapaï, gauche) conserve sa majorité relative des sièges. David Ben Gourion demeure premier ministre.                                                                                         |

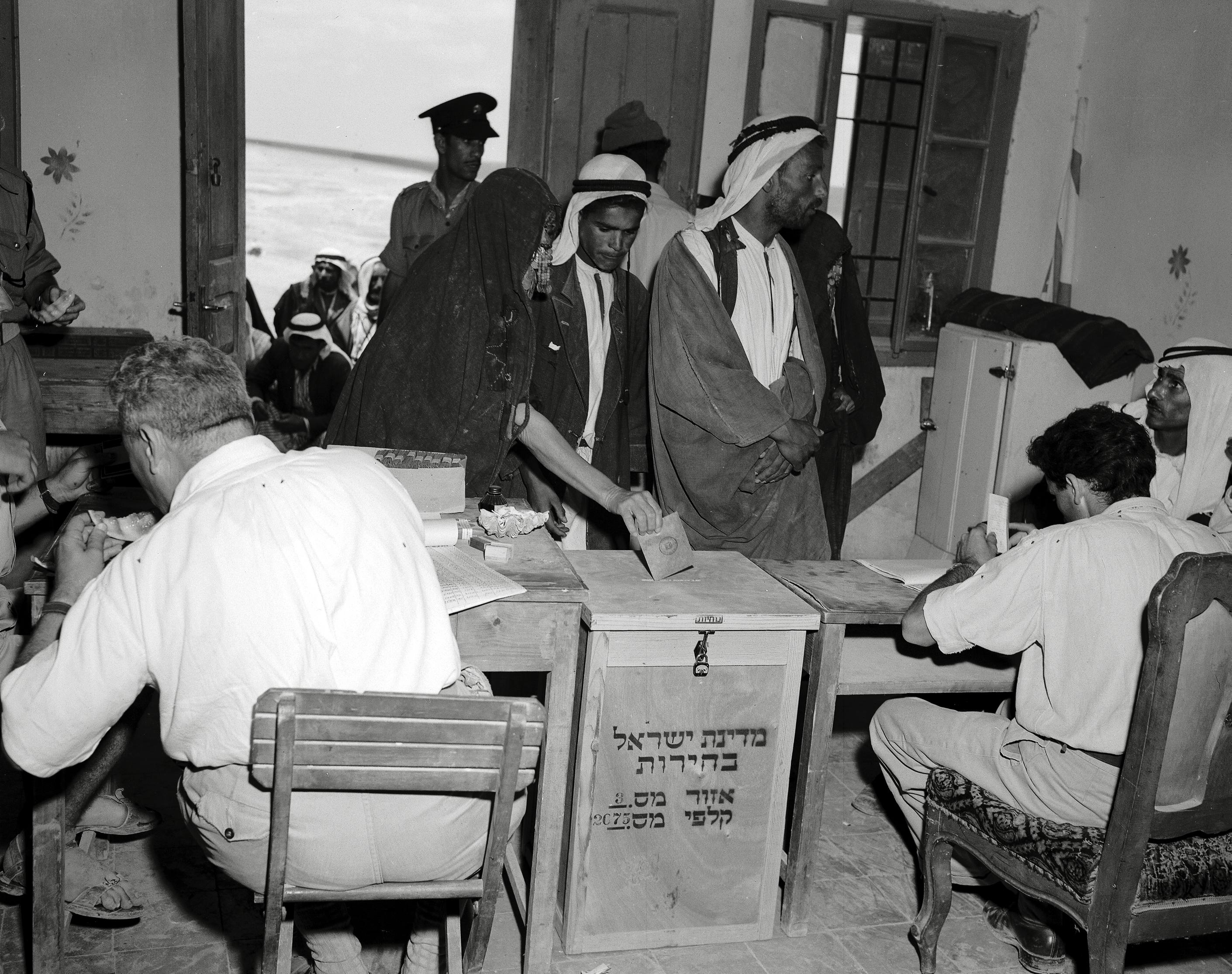
Déroulement des élections législatives du 30 juillet en Israël.

### Août
| Date    | Pays                         | Élections    | Contexte                                                      | Résultats |
| ------- | ---------------------------- | ------------ | ------------------------------------------------------------- | --- |
| 18 août | Protectorat français du Laos | Législatives | La Laos à cette date est un État associé à l'Union française. | Parlement sans majorité. Le Parti national progressiste remporte près de la moitié des sièges. Phoui Sananikone (Parti indépendant) demeure premier ministre jusqu'en octobre, lorsque le prince Souvanna Phouma (PNP) lui succède. La Laos obtient sa pleine indépendance en 1953. |
| 29 août | Jordanie                     | Législatives |                                                               | Les partis politiques n'étant pas autorisés à concourir aux élections, tous les députés sont élus sans étiquette, bien qu'ils appartiennent à diverses factions. Tawfik Abu al-Huda demeure premier ministre.                                                                       |

### Septembre
| Date         | Pays                             | Élections    | Contexte | Résultats |
| ------------ | -------------------------------- | ------------ | --- | --- |
| 9 septembre  | Protectorat français du Cambodge | Législatives | Depuis 1946 le Cambodge est un État associé à la France, membre de l'Union française.                                                                                                  | Le Parti démocrate (centre-gauche, indépendantiste) obtient la majorité absolue des sièges. Huy Kanthoul (Parti démocrate) est nommé premier ministre. Le Cambodge obtient sa pleine indépendance en 1953.                                          |
| 9 septembre  | Royaume de Grèce                 | Législatives | | Alternance. Le Parti libéral (centriste, national-libéral, vénizéliste) et l'Union centriste progressiste et nationale (libérale) remportent ensemble une courte majorité absolue des sièges. Nikólaos Plastíras (UCPN) est nommé premier ministre. |
| 16 septembre | Colombie                         | Législatives | C'est l'époque de la Violencia, des violences de grande ampleur entre partisans des différentes formations politiques. Dans ce contexte, l'opposition libérale boycotte les élections. | Le Parti conservateur remporte par défaut tous les sièges. |
| 16 septembre | Saint-Marin                      | Législatives | | Le Comité de la liberté (alliance du Parti communiste et du Parti socialiste) conserve de justesse sa majorité absolue des sièges, devant l'Alliance populaire constituée du Parti démocrate-chrétien et du Parti socialiste démocratique.          |
| 22 septembre | Australie                        | Référendum   | Le gouvernement conservateur de Robert Menzies demande aux citoyens d'approuver une interdiction du Parti communiste dans le contexte de la Guerre froide.                             | La proposition est rejetée par 50,6 % des votants. |

### Octobre
| Date                               | Pays        | Élections    | Contexte | Résultats |
| ---------------------------------- | ----------- | ------------ | --- | --- |
| 25 octobre                         | Royaume-Uni | Législatives | | Alternance. Le Parti travailliste (gauche) obtient le plus de voix, avec le meilleur résultat de son histoire, mais perd une vingtaine de sièges. L'alliance du Parti conservateur et du Parti national-libéral (libéral-conservateur) remporte une majorité absolue des sièges, et forme le nouveau gouvernement. Winston Churchill, précédemment au pouvoir de 1940 à 1945, redevient premier ministre. C'est le début du consensus d'après-guerre : les conservateurs acceptent l'État-providence mis en place par les travaillistes. |
| 28 octobre                         | Suisse      | Législatives | | Parlement sans majorité. Le Parti radical-démocratique (centre-droit, libéral-conservateur) conserve sa majorité relative des sièges au Conseil national. Le Parti conservateur populaire conserve sa majorité relative au Conseil des États. |
| 25 octobre 1951 au 21 février 1952 | Inde        | Législatives | Premières élections après l'indépendance du pays en 1947. (Les précédentes élections avaient eu lieu en 1945.) Elles se déroulent sur une période de quatre mois. | Voir : Liste d'élections en 1952. |

### Novembre
| Date        | Pays      | Élections                      | Contexte | Résultats |
| ----------- | --------- | ------------------------------ | --- | --- |
| 11 novembre | Argentine | Législatives et présidentielle | Premières élections nationales argentines où les femmes puissent voter. Les partis d'opposition sont harcelés par le pouvoir, et privés d'un accès équitable aux médias. | Le Parti péroniste (hétéroclite) conserve une majorité écrasante des sièges. Son candidat Juan Perón est réélu président de la République avec 62,5 % des voix. |

### Décembre
| Date        | Pays    | Élections  | Contexte | Résultats                                              |
| ----------- | ------- | ---------- | --- | ------------------------------------------------------ |
| 16 décembre | Uruguay | Référendum | Des amendements constitutionnels sont soumis à l'approbation des citoyens. Il s'agit notamment d'introduire un pouvoir exécutif collégial (plutôt que présidentiel) ; d'introduire des élections à la proportionnelle pour le corps législatif ; et de conserver le système de double vote simultané. | Les propositions sont approuvées par 54 % des votants. |